# Gampopa
Gampopa Sönam Rinchen, född 1079, död 1153, var en betydelsefull munk inom kagyu, en inriktning inom den tibetanska buddhismen. Han var lärjunge åt Milarepa, skrev många verk om buddhistiskt utövande och buddhistisk lära, och många av hans lärjungar bildade några av de större inriktningarna inom kagyu. En av hans mest betydande lärjungar var den förste karmapan - överhuvudet för inriktningen karma-kagyu.

## Biografi
Gampopa föddes år 1079 i Tibet, och studerade medicin i tidig ålder. Han gifte sig och fick ett barn, men hustrun och barnet dog tidigt, vilket ledde till att han blev munk vid 25 års ålder.
Han följde till en början lärare från inriktningen kadam, men efter att ha hört några tiggare samtala om Milarepa, som tillhörde inriktningen kagyu, sökte han upp Milarepa och blev hans lärjunge. Milarepa lärde Gampopa hela sin lära, inklusive lärdomar om mahamudra och tumo.
Han fick många lärjungar och skrev många verk. Ett av hans mest kända verk är Damcho Yishingyi Norbu Tarpa Rinpoche Gyan, som blivit översatt till engelska ett flertal gånger med titeln Jewel Ornament of Liberation. Gampopa dog år 1153.